# Seyssel, Ain

Seyssel este o comună în departamentul Ain din estul Franței.